# Selce pri Leskovcu
Selce pri Leskovcu so naselje v Občini Krško.